# Masona
Masona o Massona (¿? - Mérida, c. 605) fue un obispo católico de Mérida, de origen godo. Nombrado obispo arriano de Mérida hacia 573, en 579 se convirtió al catolicismo, dejando a Mérida —entonces en poder del rebelde Hermenegildo— sin obispo arriano.
Al entrar en Mérida en 582, el rey Leovigildo intentó convencer a Masona de que volviese al arrianismo. Masona se negó y fue destituido, siendo nombrado obispo de la ciudad Sunna, aunque la comunidad católica de Mérida recibió a otro obispo nombrado por el rey, llamado Nepopis. Las iglesias de la ciudad que habían pertenecido a los arrianos y habían sido confiscadas por los católicos hacia 579, volvieron a poder de aquellos. Una iglesia disputada fue atribuida por una comisión, designada por el rey, a los católicos.
Masona fue llamado a la corte de Toledo y tras reiterar su negativa a convertirse, se negó a entregar la túnica de Eulalia de Mérida (santa Eulalia), que el rey quería colocar en una iglesia de la capital, pero que probablemente correspondía por derecho a los arrianos, por lo cual fue desterrado, no pudiendo regresar a Mérida hasta aproximadamente el año 585.
En el año 589, ya bajo el reinado de Recaredo, presidió el III Concilio de Toledo en el que se decretó la conversión del reino al catolicismo.